# Pandanus conglomeratus
Espèce
Pandanus conglomeratus est une espèce de la plantes à fleurs de la famille des Pandanaceae. Elle est 
originaire et endémique à l'île Maurice, mais est peut-être éteinte.

## Description
Pandanus conglomeratus est un arbre court de 4-5 m, à branches peu nombreuses. Les feuilles pointues, vert pâle, sont armées de grandes épines blanches dressées. Cette espèce se distingue par ses têtes de fruits oblongues, dont plusieurs apparaissent ensemble sur un pédoncule pendulaire. C'est la seule espèce de Maurice à avoir plus d'une tête de fruit sur le même pédoncule.

## Répartition et habitat
Cette espèce dont l'aire de répartition d'origine est l'île Maurice était autrefois commune dans les parties les plus humides des hautes terres. Elle a été récemment signalée près de Midlands (Rivière Eau Bleue), Fressanges et Beau-Bassin. Cependant, elle semble maintenant éteinte,,.

## Systématique
Le nom correct complet (avec auteur) de ce taxon est Pandanus conglomeratus Balf.f..
Pandanus conglomeratus a pour synonymes :
- Doornia reflexa DeVriese
- Doornia reflexa de Vriese
- Pandanus deflexus H.L.Wendl.
- Pandanus doornianus de Vriese
- Pandanus doornianus de Vriese ex H.L.Wendl.
- Pandanus reflexus (de Vriese) K.Koch